# 李毅 (1911年)
李毅（1911年—1981年），男，河南开封人，中国人民解放军将领、中国人民解放军开国少将。曾任中国人民解放军军事学院政治工作教授会副主任。

## 生平
1955年，授予中国人民解放军少将。